# Италианско момиче идва да се омъжи (теленовела, 1971)
Италианско момиче идва да се омъжи (на испански: Muchacha italiana viene a casarse) е мексиканска теленовела, режисирана от Ернесто Алонсо и Алфредо Салданя и продуцирана от Ернесто Алонсо за Telesistema Mexicano през 1971-1973 г., която е версия на едноименната аржентинска теленовела от 1969 г.
С оригинална история от Делия Гонсалес Маркес, с адаптация от Фернанда Вийели и Мариса Гаридо, теленовелата разказва историята на неаполитанско момиче, което пристига в Мексико, за да си намери богат съпруг. Това е първата теленовела, в която се смесват мелодрама и комичен тон, който е добавен от Фернанда Вийели.
В главните роли са Анхелика Мария и Рикардо Блуме.
Анхелика Мария получава международна популярност, благодарение на ролята на Валерия Донати, и се превръща, заедно с Рикардо Блуме, в една от най-запомнящите се двойки в мексиканската телевизия, в допълнение - това е екранна двойка, която никога не си разменя страстни целувки, характерни за жанра на теленовелата.

## Сюжет
Валерия и Джана Донати живеят щастливо със своя баща в Неапол. Изведнъж той се разболява и умира. Сестрите трябва да заминат за град Мексико, за да се срещнат с Виторио Малионе, годеника на Валерия. Виторио и Валерия никога не са се виждали, а бракът им е уреден от техните родители. Когато Валерия и Джана пристигат, те не разпознават Виторио и Виторио, уморени от чакане, си тръгва, вярвайки, че сестрите не са пристигнали.
Валерия и Джана се губят в мексиканската столица, където са ограбени и практически остават на улицата. През нощта портиерът на комплекс от луксозни апартаменти ги настанява в своята стаята. Валерия най-накрая открива Виторио, но за нейно разочарование се оказва, че той е възрастен мъж. Тя решава да не се омъжва за него и решава да си търси работа като почиства апартаментите в комплекса. По този начин тя се сприятелява с Илда. Джана се разболява и лекарят казва на Валерия, че сестра ѝ се нуждае от много скъпо лечение. Междувременно Илда се самоубива и оставя писмо в ръцете на Валерия.
Валерия чете писмото и решава да го използва срещу Хуан Франсиско де Кастро, за да го изнудва и да го накара да се ожени за нея, за да плати лечението на сестра си. Хуан Франсиско е бил любовник на Илда, като в писмото се посочва, че той е отговорен за самоубийството ѝ. Преди да се появи в живота на Хуан Франсиско, Валерия намира работа в дома на двама добри хора, Висенте и Тереса, с които се сприятелява и които я препоръчват на къщата на Кастро.
След като започва работа в къщата на Хуан Франсиско, Валерия изпълнява плана си, а също така открива враждата на баба Мерседес. Един ден Валерия влиза в такси и претърпява инцидент. След случилото се, тя се запознава с чичо Ектор и съпругата му, както и със зловещия иконом на имението, който знае всички тайни на старата Мерседес и става неин помощник в задачата да премахне Валерия от живота им. Готвачката Дулсе е единствената в дома на Кастро, която оказва подкрепа на Валерия, както и Фани, приятелка на семейството, която открива, че Валерия е плод на любовта, която е имала, когато е учила в Неапол. Докато Хуан Франсиско живее възмутен от Валерия заради изнудването, той открива малко по малко, че тя е любовта на живота му. Същото се случва и с Валерия, която спира да гледа на Хуан Франсиско като на непознат и наистина се влюбва в него.

## Актьори
- Анхелика Мария – Валерия Донати
- Рикардо Блуме – Хуан Франсиско де Кастро
- Исабела Корона – Мария Мерседес де Кастро
- Чела Кастро – Фани Иглесиас дел Кампо
- Мигел Мансано – Висенте
- Нели Меден – Аналия де Кастро
- Аарон Ернан – Патрисио де Кастро
- Силвия Паскел – Джана Донати
- Рафаел Банкелс – Джоузеф
- Ортенсия Сантовеня – Тереса #1
- Алисия Монтоя – Тереса #2
- Мария Рубио – Елена Харингтън
- Сокоро Авелар – Дулсе
- Едуардо Алкарас – Виторио Малионе
- Ектор Гомес – Едуардо
- Хавиер Руан – Ектор
- Магда Гусман – Аналия
- Лусия Мендес – Ракел
- Даниела Росен – Сесилия
- Сесар дел Кампо – Рикардо
- Марта Савалета – Кармен
- Алфонсо Меса
- Ектор Флорес – Чато
- Сусана Досамантес
- Ернесто Гомес Крус – Умберто
- Хосе Антонио Ферал – Хайме
- Атилио Маринели – Принц Андрес де Орсини
- Хоакин Ариспе – Педро
- Игнасио Рубиел – Начо
- Раймундо Капетийо
- Кристина Морено – Силвия
- Ектор Саес – Луис Алберто

## Премиера
Премиерата на Италианско момиче идва да се омъжи е през 1971 г. по Canal 2. Последният 209. епизод е излъчен през 1973 г.

## Музикална тема
Продуцентът Ернесто Алонсо подготвя темата, която да бъде записана като музикална тема на теленовелата, но по предложение на Анхелика Мария той решава да използва две от песните, включени в албума ѝ, A donde va nuestro amor, A donde va nuestro amor и Lo que sabemos del amor, композирани от Едуардо Магаянес.

## Версии
- Muchacha italiana viene a casarse (оригинална история), аржентинска теленовела, продуцирана за Canal 13 през 1969-1972 г., режисирана от Мигел Ларарте и Карлос Ескалада, с участието на Алехандра Да Пасано и Родолфо Рани.
- Esa provinciana, аржентинска теленовела, продуцирана за Canal 9 през 1983 г., режисирана от Елисео Нали, с участието на Камила Перисе и Хуан Хосе Камеро.
- Виктория, мексиканска теленовела, продуцирана за Телевиса през 1987 г. от Ернесто Алонсо, с участието на Виктория Руфо и Хуан Ферара.
- Италианската булка, продуцирана за Телевиса през 2014 г. от Педро Дамян, с участието на Ливия Брито и Хосе Рон.